# Sweeny
Sweeny és una població dels Estats Units a l'estat de Texas. Segons el cens del 2000 tenia 3.624 habitants.

## Demografia
Segons el cens del 2000, Sweeny tenia 3.624 habitants, 1.338 habitatges, i 974 famílies. La densitat de població era de 752,3 habitants per km².
Dels 1.338 habitatges en un 38% hi vivien nens de menys de 18 anys, en un 53,8% hi vivien parelles casades, en un 14,9% dones solteres, i en un 27,2% no eren unitats familiars. En el 23,7% dels habitatges hi vivien persones soles l'11,4% de les quals corresponia a persones de 65 anys o més que vivien soles. El nombre mitjà de persones vivint en cada habitatge era de 2,65 i el nombre mitjà de persones que vivien en cada família era de 3,14.
Per edats la població es repartia de la següent manera: un 29,7% tenia menys de 18 anys, un 8,4% entre 18 i 24, un 26,1% entre 25 i 44, un 19,7% de 45 a 60 i un 16,1% 65 anys o més.
L'edat mediana era de 35 anys. Per cada 100 dones de 18 o més anys hi havia 87,3 homes.
La renda mediana per habitatge era de 36.497$ i la renda mediana per família de 42.128$. Els homes tenien una renda mediana de 43.854$ mentre que les dones 25.710$. La renda per capita de la població era de 16.755$. Aproximadament el 10,4% de les famílies i el 9,9% de la població estaven per davall del llindar de pobresa.

## Poblacions més properes
El següent diagrama mostra les poblacions més properes.